# کوئول گینه نو
کوئول گینه نو (نام علمی: Dasyurus albopunctatus) نام یک گونه از سرده کوئول است.